# بخشاوگسبورک، شهرستان مارشال، مینه سوتا
بخشاوگسبورک (به انگلیسی: Augsburg Township) یک منطقهٔ مسکونی در ایالات متحده آمریکا است که در شهرستان مارشال، مینه‌سوتا واقع شده‌است.
 بخشاوگسبورک ۹۳٫۶ کیلومتر مربع مساحت و ۹۸ نفر جمعیت دارد و ۲۷۲ متر بالاتر از سطح دریا واقع شده‌است.